# Asplenium bifurcum
Asplenium bifurcum là một loài dương xỉ trong họ Aspleniaceae. Loài này được Opiz mô tả khoa học đầu tiên năm 1823.
Danh pháp khoa học của loài này chưa được làm sáng tỏ. 